# Maison de l'Empereur
Ne doit pas être confondu avec Maison militaire de l'Empereur, Maison Empereur ou Maison À l'Empereur.
 (mars 2019).
La maison de l'Empereur regroupe les officiers, serviteurs et personnels civils au service particulier et domestique de l'empereur Napoléon Ier. Gage de son indépendance et de l'assurance de son pouvoir, elle organise autour de lui la vie de la cour, aussi bien au quotidien dans les palais que lors des grands événements du règne, veille au respect de l'étiquette et administre le domaine de la Couronne. Véritable « État dans l'État », elle constituera autour de Napoléon, tout au long de son règne, une ultime muraille dorée, y compris en 1814 lorsque les maréchaux et les ministres feront défaillance.
Elle est inspirée de la maison du Roi qui existait sous l'Ancien Régime jusqu'en 1792. Ainsi, Napoléon recrée la maison des pages, la grande aumônerie et la vénerie, des activités monarchiques par excellence qui ajoutent de l'éclat à son règne, bien que de son propre aveu il n'avait aucun intérêt pour la religion et aucun talent pour la chasse [source insuffisante].

## Les grands officiers civils de la Couronne
Pour diriger sa maison, Napoléon désigne six grands officiers civils de la Couronne qui l'accompagnèrent pour la plupart du début à la fin :
- le grand maréchal du palais, responsable de la sécurité de l'Empereur, du service de la table et de la bouche, du logement et de l'entretien des palais : le général Michel Duroc de 1804 jusqu'à sa mort en 1813, puis le général Henri Gatien Bertrand ensuite ;
- le grand écuyer, le général Armand de Caulaincourt, chargé de la sécurité de l'Empereur, de l'organisation de ses déplacements et de ses écuries ;
- le grand chambellan, qui assure le service de la chambre, supervise les bibliothèques, la musique et les représentations artistiques de l'Empereur. Ce fut Talleyrand de 1804 à 1809. Après la disgrâce de Talleyrand en 1809, c'est Pierre de Montesquiou-Fezensac qui assuma la charge de grand chambellan.
- le grand veneur, le maréchal Louis-Alexandre Berthier, chargé de l'organisation des chasses impériales ;
- le grand aumônier, le cardinal Joseph Fesch, chargé du service du culte ;
- le grand maître des cérémonies, Louis-Philippe de Ségur, chargé de l'organisation des grands événements du règne.

Ces grands officiers de l'Empire sont au même rang de préséance que les maréchaux d'Empire et les colonels et inspecteurs généraux de son armée.

## Organisation de la maison
La maison de l'Empereur est administrée par un conseil de la maison de l'Empereur composé des grands officiers civils de la Couronne, du ministre d'État de la famille impériale, de l'intendant général de la maison et du trésorier général de la Couronne.
Chacun des six services de la maison est placé sous l'autorité d'un grand officier civil de la Couronne. Chaque service possède son propre personnel et s'avère très structuré.
Les officiers et grands officiers de la Couronne sont tous d'anciens nobles ou des militaires.

### Le cabinet de l'Empereur
Le cabinet particulier de l'Empereur est organisé autour du baron Claude-François de Méneval, secrétaire du portefeuille et son collaborateur intime. Ce cabinet compte notamment le baron Édouard Mounier, secrétaire, le baron Agathon Jean-François Fain, chargé des archives au secrétariat d'État, François Le Lorgne d'Ideville, interprète de l'Empereur, ou encore Jacques-Louis David, le premier peintre de la Couronne.
En campagne, le cabinet de l'Empereur se voit appuyer par un bureau topographique, chargé, sous l'égide du général Louis-Albert Bacler d'Albe de préparer les cartes, d'y figurer les mouvements des troupes et de collecter des informations d'espionnage sur les ennemis.

### Le service du palais
Le grand maréchal du palais, avec un service de 470 personnels en 1812, occupe un rôle crucial auprès de l'Empereur. Il réside en permanence auprès de Napoléon - et lorsqu'il n'est pas là, c'est son adjoint, Jean-Baptiste-Charles Legendre de Luçay, premier préfet, ou le gouverneur du palais concerné qui le remplace. Il veille à la sécurité proche de l'Empereur et de la famille impériale et de leurs biens dans les palais impériaux. Il est responsable de la bonne tenue des demeures impériales, leur entretien et leur ameublement. Il distribue les logements aux membres de la cour, aux invités et aux employés de la maison. Il supervise la bouche et la table. L'approvisionnement, la lingerie, l'argenterie, la porcelaine, la verrerie, le nettoyage, l'éclairage ou le chauffage relèvent encore de la compétence du grand maréchal.
Chaque palais impérial est dirigé et géré par un gouverneur assisté d’un sous-gouverneur. Certains généraux célèbres, comme le maréchal Louis-Gabriel Suchet ou les généraux Jean-Joseph Dessolles, Charles-Étienne Gudin, Louis-Henri Loison et Louis Klein assumèrent des fonctions de gouverneur.
Un adjudant commande les gardes chargés d’y assurer la sécurité et de contrôler les entrées et sorties. Lorsque l'Empereur est présent, la protection du palais est renforcée par un bataillon de la Garde impériale et un détachement de la gendarmerie à cheval. Personne ne peut pénétrer dans l'enceinte du palais sans que le grand maréchal n'en soit averti. Sous les ordres du gouverneur, on trouve également des concierges, des portiers et des valets de pied, souvent d'anciens soldats, qui participent d'une autre façon à la sécurité des palais impériaux et à renseigner le grand maréchal sur les faits et gestes des personnes séjournant ou venant au palais.
Lorsque l'Empereur est présent, un préfet du palais (il y en a deux au total dans le service du grand maréchal) commande les domestiques, visite quotidiennement les cuisines, les caves, l'office et les magasins pour s'assurer que tout est tenu proprement, prend au lever les ordres, directives et volontés de l'Empereur pour sa journée, assiste aux prises de commande de l'intendant général et aux inventaires de la maison et dirige avec le maître d'hôtel le service de la table selon les prescriptions de l'étiquette.
Pour le logement, le grand maréchal est assisté de deux maréchaux des logis et quatre fourriers. Il s'agit tant d'organiser le logement des officiers et du petit personnel de la maison la nuit que celui de l'Empereur dans les palais impériaux ou en déplacement, dans un château ou une maison ordinaire ou sous une tente. Si l'on figure souvent un Napoléon en campagne sans faste ni cérémonie, il n'en demeure pas moins qu'entre quarante et cinquante employés du grand maréchal le suivent en permanence dans ses déplacements, pour le loger, le nourrir et le servir au quotidien (dont une vingtaine de valets).

### Le service de la chambre
Le grand chambellan est assisté d’un premier chambellan, maître de la garde-robe, le comte Auguste Laurent de Rémusat. Il supervise une soixantaine de chambellans ordinaires. Le service du grand chambellan comprend aussi un directeur de la musique, un directeur des théâtres de la cour, un surintendant des spectacles, un dessinateur, un compositeur de la musique de chambre et plusieurs bibliothécaires.

### Les écuries
Le service du grand écuyer, le général Armand de Caulaincourt, comprend un premier écuyer, le général Nansouty, grand officier de cavalerie du Premier Empire, et une dizaine d'écuyers. Entre 1807 et 1811, lorsque Caulaincourt est nommé ambassadeur de l'Empereur en Russie, c'est Nansouty qui assume au quotidien la charge de grand écuyer.
Le grand écuyer est responsable de l'agenda du souverain, de l'organisation de ses déplacements et de sa sécurité tant sur les trajets que dans les bivouacs de campagne. Mis à part le logement et les repas, tout ce qui a trait aux voyages de l'Empereur relève de son autorité. Il désigne notamment les hommes, les voitures et les chevaux.
À l'instar du grand maréchal du palais, le grand écuyer accompagne en permanence Napoléon. Il garde les armes de l'Empereur, le suit de très près à pied ou à cheval et l'aide à franchir les passages escarpés. Il aide l'Empereur à monter à cheval et lui tend sa cravache et ses rênes. Si sa monture chute ; il aide à la relever ; si elle est tuée, il lui donne la sienne.
Le grand écuyer commande les haras de Saint-Cloud et veille sur les courriers, estafettes et dépêches de la maison de l'Empereur.
Il supervise enfin l'éducation de la trentaine de pages affectés au service de l’Empereur, lesquels se voient entourés d'un gouverneur et de professeurs.

### La vénerie
Le service du grand veneur comprend un commandant de la vénerie et deux ou trois lieutenants de la vénerie, un capitaine des chasses à tir, un lieutenant des chasses à tir et porte-arquebuse de l'Empereur, les pages de la vénerie et les conservateurs-régisseurs des bois et forêts de la Couronne.

### L'aumônerie
Le grand aumônier de l'Empereur, est assisté d’un premier aumônier, d’un vicaire général et d’un maitre des cérémonies de la chapelle. Son service comprend les aumôniers ordinaires, qui sont des évêques, et les chapelains.

### Le protocole
Le protocole comprend, sous l'autorité d'un grand maître, les maîtres des cérémonies, les aides des cérémonies ainsi que quatre hérauts d’armes placés sous l’autorité d’un capitaine. Avec le grand maréchal du palais, le grand maître des cérémonies a contribué à donner à la cour de l'Empereur la dignité et la splendeur que souhaitait pour elle Napoléon.
Le grand maître des cérémonies a pour mission d'introduire les ambassadeurs, de dresser les projets des cérémonies publiques, solennelles ou ordinaires, de régler les rangs et les préséances et de soumettre ceux-ci à l'Empereur. Il détermine les costumes, l'ordre et le nombre des troupes des cortèges ou des escortes, les salves d'artillerie et commande les plans des travaux nécessaires. Le jour de la cérémonie, le grand maître des cérémonies est debout près de l'Empereur. Il se concerte avec le grand aumônier en ce qui concerne les cérémonies religieuses. Il veille à ce que le cérémonial soit observé, donne les instructions nécessaires aux chambellans, indique à chacun quelle doit être sa place et introduit, le cas échéant, les grands corps de l'État ou leur délégation. Quand l'Empereur va à la messe, le grand maître le précède dans sa marche.
Parmi les cérémonies que le grand maître a pour mission d'organiser, il y a le couronnement impérial, que Ségur a dû organiser à peine nommé, les remises de décorations ou d'aigles, les mariages et baptêmes princiers, les réceptions solennelles des députations d'institutions comme le Sénat ou le Corps législatif.
Les maîtres des cérémonies informent les princes, ambassadeurs ou ministres des jours et heures d'audience. Ils accompagnent les ambassadeurs dans les voitures impériales, ainsi que dans les appartements, précèdent le grand maître lorsqu'il marche et restent à la porte du cabinet dans les audiences particulières de l'Empereur. En cas d'absence du grand maître, ils le remplacent dans ses fonctions. 
Les aides des cérémonies accompagnent et précèdent les invités de prestige de l'Empereur et surveillent les travaux commandés ainsi que l'observation des formes prescrites par le cérémonial.
Messagers officiels de l'Empereur, les hérauts d'armes, en grande tenue d'apparat, les lois et les décrets de l'Empereur au Sénat et au Corps législatif, en liaison avec le ministre secrétaire d'État. Le reste du temps, ils précèdent les cortèges dans les grandes cérémonies et se tiennent en bas du trône impérial. Ils sont chargés des proclamations publiques pour les grands événements et appellent aux serments devant l'Empereur ceux qui doivent les prêter ; en campagne, avec les aides de camp de Napoléon, ils sont chargés de transmettre à l'ennemi les messages de l'Empereur.
Le grand maître des cérémonies est également assisté d'un secrétaire, qui tient notamment les registres des adresses et la liste des personnes en place, et commande les imprimés d'invitation ; d'un dessinateur pour les costumes et les ornements ; d'un répétiteur qui enseigne à ceux qui doivent figurer dans les réceptions, la symétrie, l'ordre, la distance dans les marches et la dignité dans les mouvements.

### L'intendance générale
L'ensemble du domaine de la Couronne (palais, jardins, parcs et forêts, mobilier) est dirigée par l'intendant général de la maison de l'Empereur, responsable de toutes les questions administratives. Les travaux de toute nature, embellissements et ameublement lui incombent. En pratique, l'Empereur décide d'un meuble, d'un objet, d'un tableau ou d'une tapisserie, le fait savoir au grand maréchal du palais qui relaie l'ordre auprès de l'intendant général.
L'intendant général, Charles Pierre Claret de Fleurieu de 1804 à 1805, Pierre Daru de 1805 à 1811 et Jean-Baptiste Nompère de Champagny de 1811 jusqu'aux Cents-Jours, se voit assisté d'un intendant des bâtiments, d'un administrateur du mobilier des palais et d'un administrateur des forêts.

### La trésorerie générale
Le trésorier général de la Couronne est assisté d’un inspecteur du trésor, d’un agent de change et d’une dizaine de payeurs du trésor. Il est responsable des paiements de la maison. Martin-Roch-Xavier Estève, François Roullet de La Bouillerie et Guillaume Peyrusse occupèrent ce poste.

## Moyens
La maison de l'Empereur est dotée en 1812 de quinze millions de francs et forte de près de 3000 serviteurs. Toute la dépense est financée par la Liste civile de Napoléon, soit ses deniers personnels (25 millions de francs annuels payés par le Trésor public).
En raison du budget qui lui est consacré, du nombre important de personnels qui y travaillent et de sa mission essentielle au soutien de l'Empereur, la maison de l'Empereur constitue l'une des institutions impériales les plus puissantes au même titre que la Garde impériale ou les principaux ministères.